# Vétroz
Vétroz est une commune suisse du canton du Valais, située dans le district de Conthey. Elle est connue pour son vin, l'amigne.

## Géographie

Photo aérienne (1949)

La commune est située sur la rive droite du Rhône, en Valais central, entre la plaine et le mi-coteau, à 1 km au nord-est d'Ardon et à 6 km à l'ouest de Sion. Elle comprend les villages de Vétroz et de Magnot.
Le territoire de Vétroz s'étend sur 10,45 km2. Lors du relevé de 2013-2018, les surfaces d'habitations et d'infrastructures représentaient 23,4 % de sa superficie, les surfaces agricoles 42,5 %, les surfaces boisées 19,7 % et les surfaces improductives 14,5 %.

## Toponymie
L'origine du toponyme est incertaine. Il semble se composer de deux éléments celtiques (viros, très, et tragos, rapide) et désigner le torrent qui traverse le village.
La première occurrence du toponyme date du XIe siècle, sous la forme de Vetriaco.

## Histoire
Vétroz a fait partie du domaine de Conthey, qui aurait été donné en 515 à l'abbaye de Saint-Maurice par Sigismond. Territoire des comtes de Savoie à partir du XIe siècle, Vétroz relève de la châtellenie de Conthey dès 1254. Après la conquête du Valais savoyard par les Haut-Valaisans en 1475, Vétroz dépend du gouvernement de Saint-Maurice, puis est intégré aux districts de Martigny en 1798, de Sion en 1802 et de Conthey en 1815. Après la séparation d'avec Conthey en 1862, Vétroz est érigé en commune.
Au XXe siècle, la population vit de la culture de la vigne et des céréales, ainsi que de l'élevage. Grâce au colmatage des marécages de la plaine du Rhône dans la première moitié du siècle., de nouveaux terrains sont gagnés pour les cultures. Malgré la forte progression démographique intervenue à partir de 1980, liée à la proximité de Sion et de la zone commerciale de Conthey, et son caractère désormais résidentiel (73 % de la population active est pendulaire en 2005), la commune conserve au début du XXIe siècle une identité viticole marquée (170 ha de vigne), notamment en valorisant l'amigne, un cépage indigène.

## Politique

### Autorité exécutive
Le pouvoir exécutif est assuré par un Conseil municipal composé de 7 membres, élus pour une durée de 4 ans.
Les présidence et vice-présidence sont également des fonctions électives parmi les Conseillers municipaux élus.
Le Conseil municipal de la période électorale 2025-2028 a été élu le 13 octobre 2024 et est composé de Pierre-Michel Venetz (Le Centre), de Gérald Glassey (Le Centre), de Sandrine Germanier (Le Centre), de Fabien Papilloud (PLR), de Daniel Roh (PLR), d'Olivier Cottagnoud (Alternative vétrozaine) et de Fatima Meylan (Alternative vétrozaine).
Pierre-Michel Venetz a été élu Président le 10 novembre 2024, largement devant le président sortant Olivier Cottagnoud

### Autorité législative
Le pouvoir législatif est assuré par un Conseil général composé de 30 membres, élus pour une durée de 4 ans. Pour la législature 2025-2028, il est composé de 14 élus du Centre, 7 élus du PLR, 6 élus de l'Alternative vétrozaine et 3 élus de l'UDC.
Le Conseil général est présidé par Cindy Papilloud (Le Centre).

Composition législature 2024-2028

### Jumelages
Vétroz s'est jumelée avec la commune de Beaumont-lès-Valence (Drôme, France) en juin 2005[réf. souhaitée].

## Population et société

### Gentilé et surnom
Les habitants de la commune se nomment les Vétrozainsou les Vétronains ou Vétronnins.
Ils sont surnommés lé Cu Péjan en patois valaisan.

### Démographie

#### Évolution de la population
Vétroz compte 6 510 habitants au 31 décembre 2022 pour une densité de population de 623 hab/km2. Sur la période 2010-2019, sa population a augmenté de 34,2 % (canton : 10,5 % ; Suisse : 9,4 %).  

#### Pyramide des âges
En 2020, le taux de personnes de moins de 30 ans s'élève à 35,6 %, au-dessus de la valeur cantonale (31,7 %). Le taux de personnes de plus de 60 ans est quant à lui de 20,6 %, alors qu'il est de 26,6 % au niveau cantonal.
La même année, la commune compte 3 126 hommes pour 3 271 femmes, soit un taux de 48,9 % d'hommes, inférieur à celui du canton (49,6 %).
| Hommes | Classe d’âge | Femmes |
| ------ | ------------ | ------ |
| 0,4    | 90 ans ou +  | 0,5    |
| 5,0    | 75 à 89 ans  | 6,1    |
| 15,1   | 60 à 74 ans  | 14,0   |
| 22,8   | 45 à 59 ans  | 23,2   |
| 21,5   | 30 à 44 ans  | 20,2   |
| 17,7   | 15 à 29 ans  | 18,1   |
| 17,5   | - de 14 ans  | 17,9   |

| Hommes | Classe d’âge | Femmes |
| ------ | ------------ | ------ |
| 0,5    | 90 ans ou +  | 1,2    |
| 7,5    | 75 à 89 ans  | 9,4    |
| 16,8   | 60 à 74 ans  | 17,7   |
| 22,2   | 45 à 59 ans  | 21,7   |
| 20,3   | 30 à 44 ans  | 19,4   |
| 17,7   | 15 à 29 ans  | 16,6   |
| 14,9   | - de 14 ans  | 14,1   |

### Religion
La paroisse est probablement créée entre 1146 (mention d'une chapelle, filiale de Plan-Conthey) et 1178. Avant 1215, elle est réunie à celle de Plan-Conthey. Entre le XIVe et le début du XVIe siècle, il existe à Vétroz un prieuré de l'abbaye de Saint-Maurice. L'église actuelle, de style néoroman, date de 1922. Vétroz est à nouveau une paroisse indépendante en 1935.

### Sport
Le stade de football se nomme le stade des Plantys.

## Culture et patrimoine

### Patrimoine bâti
L'église paroissiale est dédiée à Sainte-Marie-Madeleine et a été réalisée par François-Casimir Besson en 1922 sur un site où se sont élevés précédemment d'autres édifices religieux comme l'atteste une première mention de 1146. Elle est de style néo-roman. En 2013, une œuvre originale de l'artiste Marie Antoinette Gorret a été inaugurée sur un rond-point à l'entrée du village.

### Héraldique
| Blason | Blasonnement : « De gueules à la grappe de raisin d'or tigée et feuillée de deux pièces de sinople, au chef cousu d'azur, chargé d'une croix pommetée accostée de deux étoiles, le tout d'or. » |

Les armoiries de Vétroz sont officialisées en 1875. Les étoiles symbolisent les deux localités de la commune. La croix serait inspirée de celle de Saint-Maurice, afin de rappeler les anciens liens avec son abbaye.

### Fonds d'archives
- Fonds : Vétroz, Commune / Bourgeoisie (1571-1944) [4,26 mètres].  Cote : CH AEV, AC Vétroz. Sion : Archives de l'État du Valais (présentation en ligne).